# Шаффер, Энтони
Энтони Шаффер (15 мая 1926 — 6 ноября 2001) — британский журналист и автор детективных пьес и рассказов, которые были неоднократно экранизированы.

## Биография
Шаффер родился в еврейской семье агента по недвижимости. У него был брат-близнец Питер, который в будущем тоже стал литератором. Шаффер был женат три раза, у него было 2 детей. Его вдова — актриса Дайан Силенто.

### Романы
- How Doth the Little Crocodile? (1952) — co-written with Peter Shaffer, published under the pseudonym «Peter Anthony»
- Withered Murder (1955) — co-written with Peter Shaffer, published under the pseudonym «Peter Anthony»
- Absolution (1979) — based on Shaffer’s screenplay for the 1978 film
- The Wicker Man (1979) — co-written with Robin Hardy, based on Shaffer’s screenplay

### Пьесы
- The Savage Parade (1963; later revised as This Savage Parade, 1987)
- Sleuth (1970)
- Murderer (1975)
- Whodunnit (1977; originally called The Case of the Oily Levantine)
- Widow’s Weeds (1986; originally called For Years I Couldn’t Wear My Black; 1977 world premiere in Brisbane, Queensland, by the Queensland Theatre Company)
- The Thing in the Wheelchair (2001)